# Блокполімер
Блокполімер (рос. блокполимер, англ. block polymer) — полімер, макромолекули якого складаються з лінійно безпосередньо (або через ланку) сполучених між собою блоків.
Блокполімеризація — полімеризація, за якої утворюється блок-полімер.